# Juan de Dios Ibarra
Juan de Dios Ibarra (* 17. Februar 1979 in Los Mochis, Sinaloa) ist ein mexikanischer Fußballspieler auf der Position des Torwarts.

## Laufbahn
Ibarra begann seine Profikarriere 1999 bei seinem Heimatverein CF Monterrey, für den er erstmals am 10. Februar 2002 in einem Auswärtsspiel bei Atlético Celaya in der mexikanischen Primera División zum Einsatz kam. In der 66. Minute ersetzte er den verletzungsbedingt ausgewechselten Stammtorhüter der Rayados, Ricardo Martínez, und half, die 1:0-Führung seiner Mannschaft zu verteidigen. Die restlichen zwölf Spiele des Sommerturniers 2002 bestritt Ibarra ebenfalls.
Weil er anschließend von Omar Ortiz verdrängt wurde, verlor Ibarra seinen gerade erst gewonnenen Stammplatz im Tor wieder und wechselte im Sommer 2005 zum Club América, bei dem er allerdings nur einmal zum Einsatz kam und in der Clausura 2006 an dessen Farmteam CD Zacatepec ausgeliehen wurde.
Nach nur einer Saison bei den Americanistas kehrte Ibarra zu seinem Heimatverein zurück, bei dem er noch heute unter Vertrag steht und seit 2010 hinter Stammtorhüter Jonathan Orozco zum festen Kader der ersten Mannschaft zählt. Dazwischen spielte er auf Leihbasis für diverse Zweitligisten, wie zum Beispiel das Monterrey-Farmteam Rayados 1A.

## Erfolge
- Mexikanischer Meister: Clausura 2003, Apertura 2010
- Sieger der CONCACAF Champions League: 2010/11, 2011/12, 2012/13